# Grigore M. Sturdza

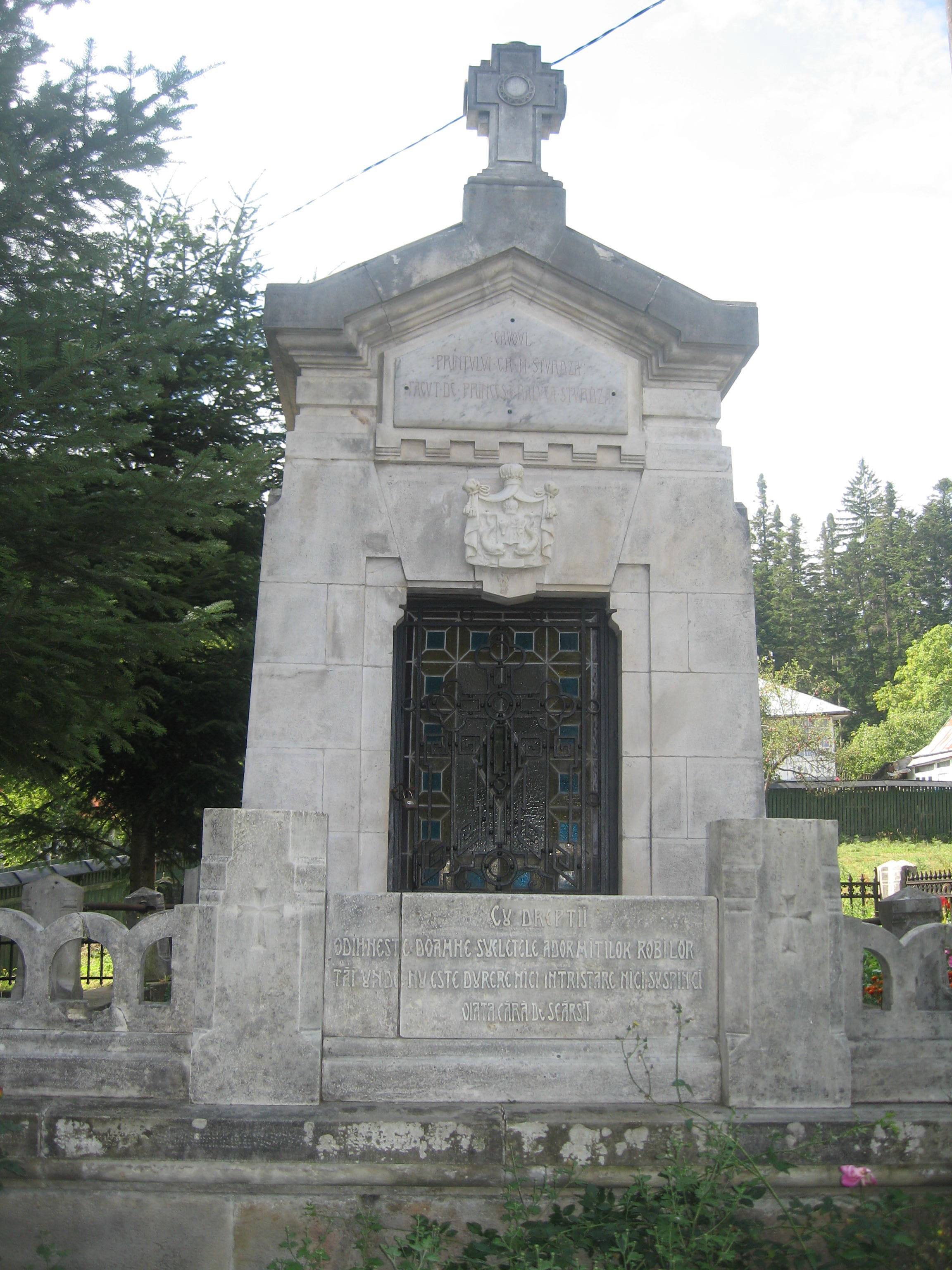
Mormântul prinţului Grigore M. Sturdza din cimitirul Mănăstirii Agapia.

Grigorie Sturdza (n. 1821 – d. 1901) a fost un prinț român, fiu al domnitorului Mihail Sturdza (1834-1849).

## Biografie

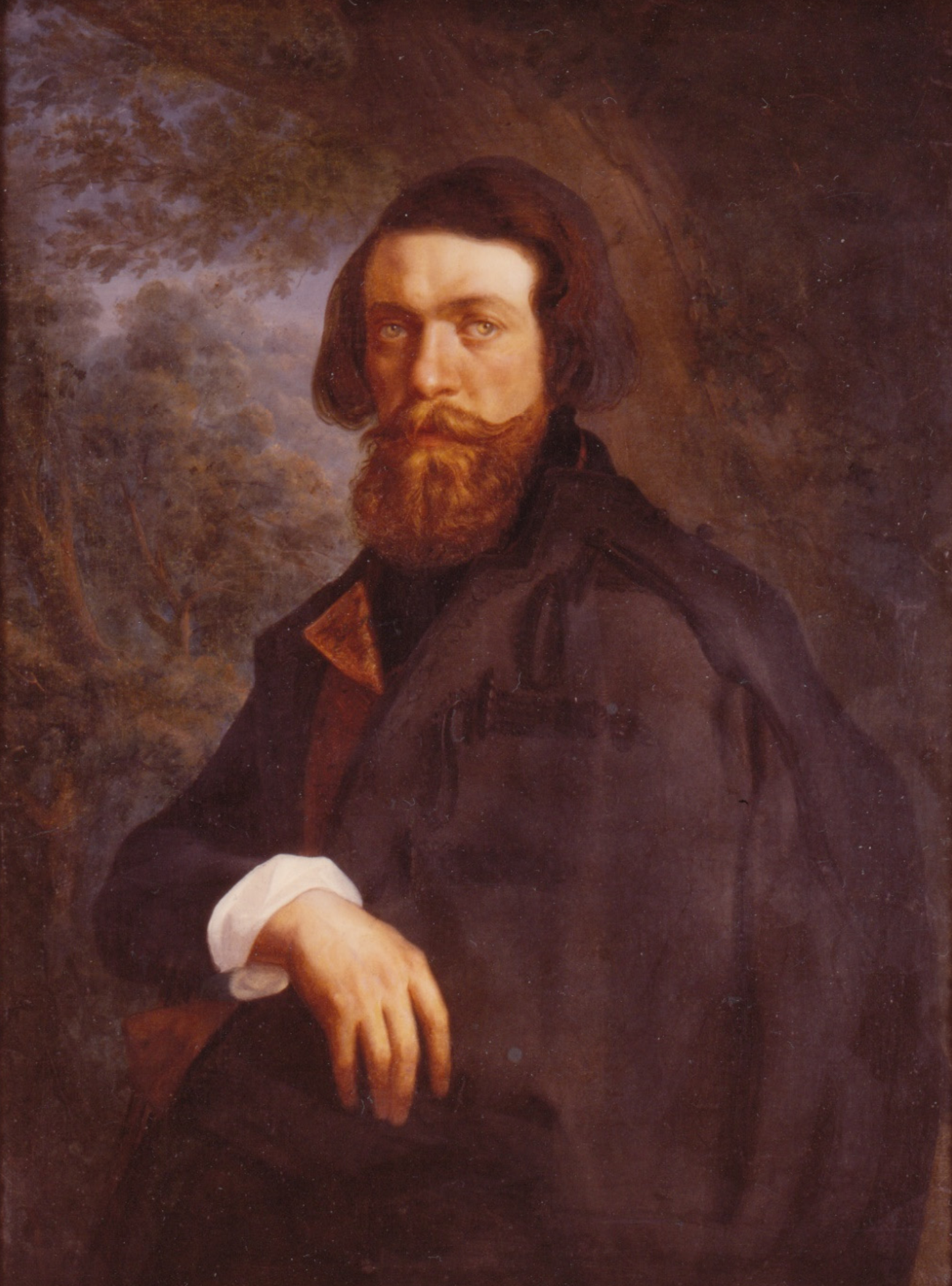
Grigore M. Sturdza, 1855

A fost fiul din prima căsătorie a lui Mihail Sturdza cu Elena Rosetti. A fost cunoscut sub porecla de "beizadea vițel", pentru că făcea exerciții fizice ridicând pe umeri un vițel.
A urmat studii la școlile de la Paris și Berlin, apoi a participat la Războiul Crimeii (1853-1856), în calitate de general în Armata Otomană, sub numele de Muhlis Pașa. A primit același grad militar în Armata Moldovei.
După ce a încercat să devină domnitor al Moldovei, candidând în anul 1859 împotriva propriului tată, a îndeplinit după răsturnarea lui Alexandru Ioan Cuza în anul 1866 funcțiile de deputat și senator în Parlamentul României. În 1866, ca prefect al Iașilor, a fost implicat în reprimarea revoltei separatiste din oraș și a evenimentelor antisemite ce au însoțit-o. A fost un membru proeminent al Partidei rusofile din Parlamentul României.
În anul 1884 a moștenit moșiile Cozmești și Cristești. A fost proprietarul Palatului Sturdza de la Cozmești. El a scris lucrarea Lois fondamentales de l'univers (Paris, 1891).
A fost înmormântat într-un cavou din cimitirul Mănăstirii Agapia.

## Fotogalerie

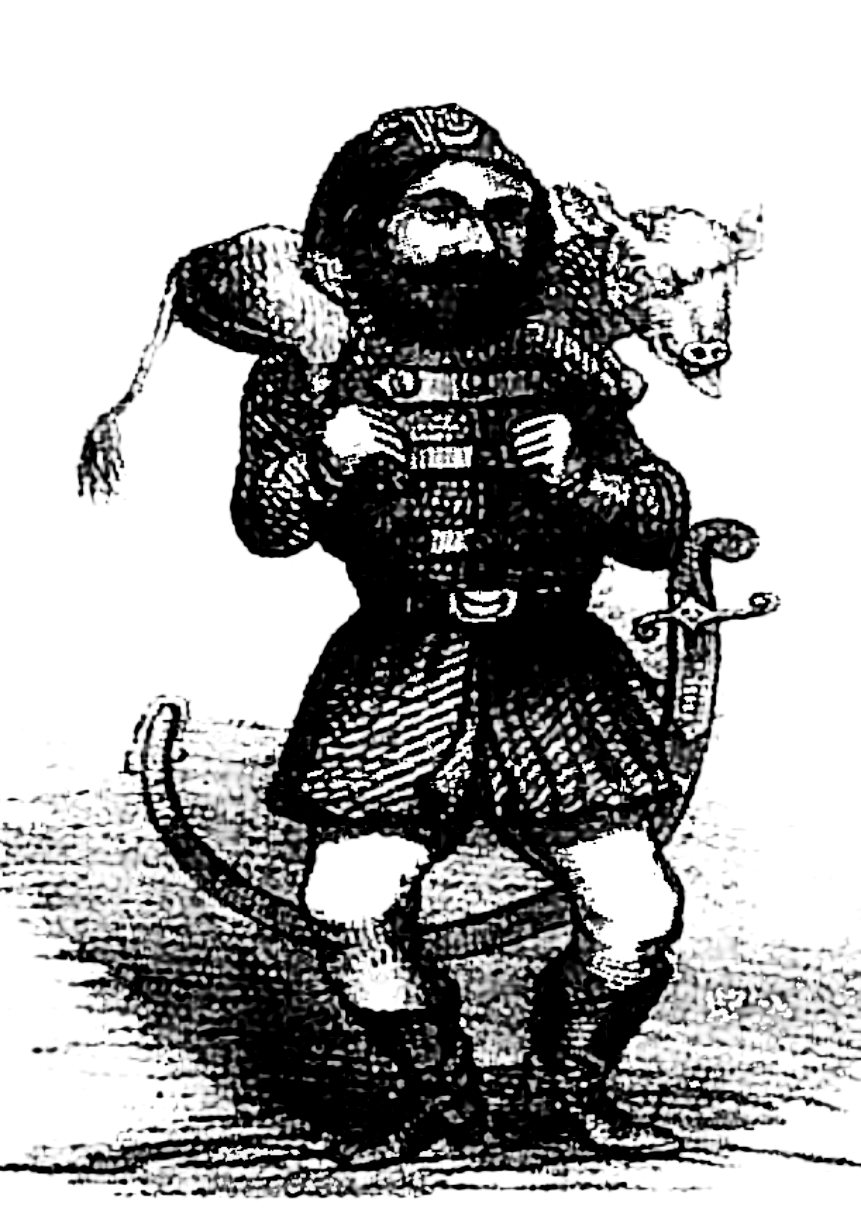
Caricatură cu Sturdza în uniformă otomană, 1866
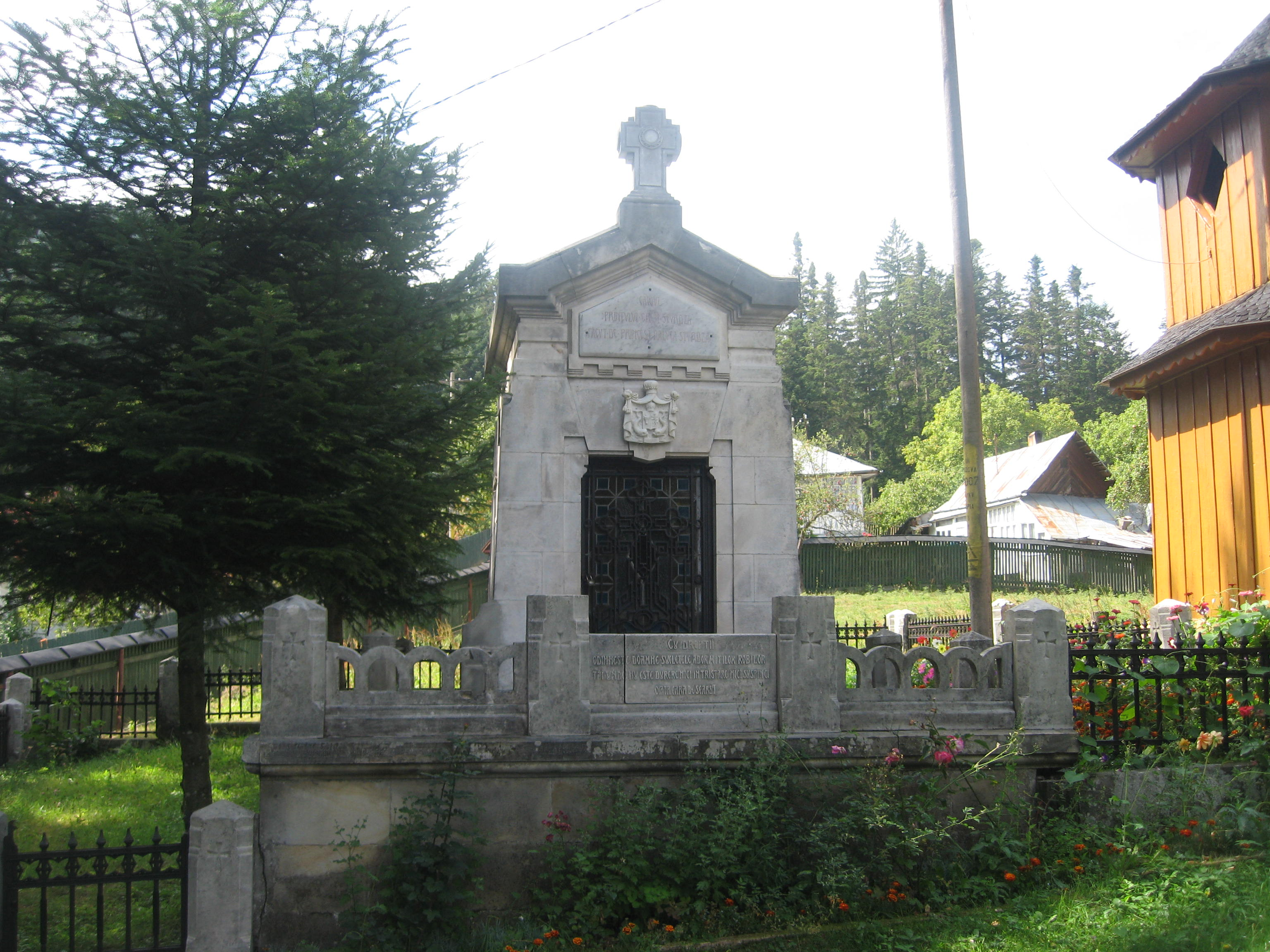
Mormântul prinţului Grigore M. Sturdza din cimitirul Mănăstirii Agapia
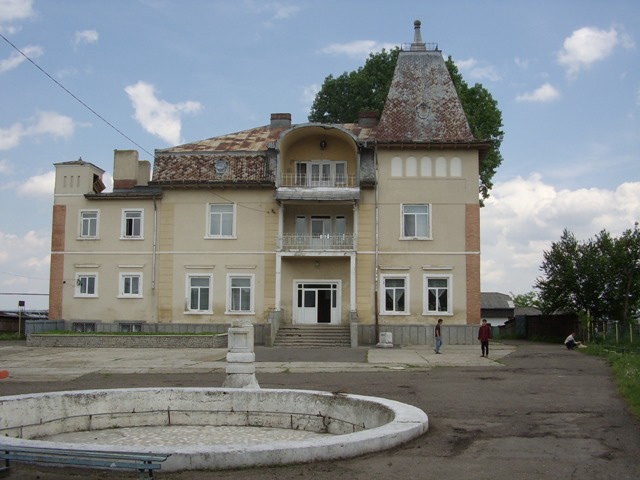
Palatul Sturdza de la Cozmeşti
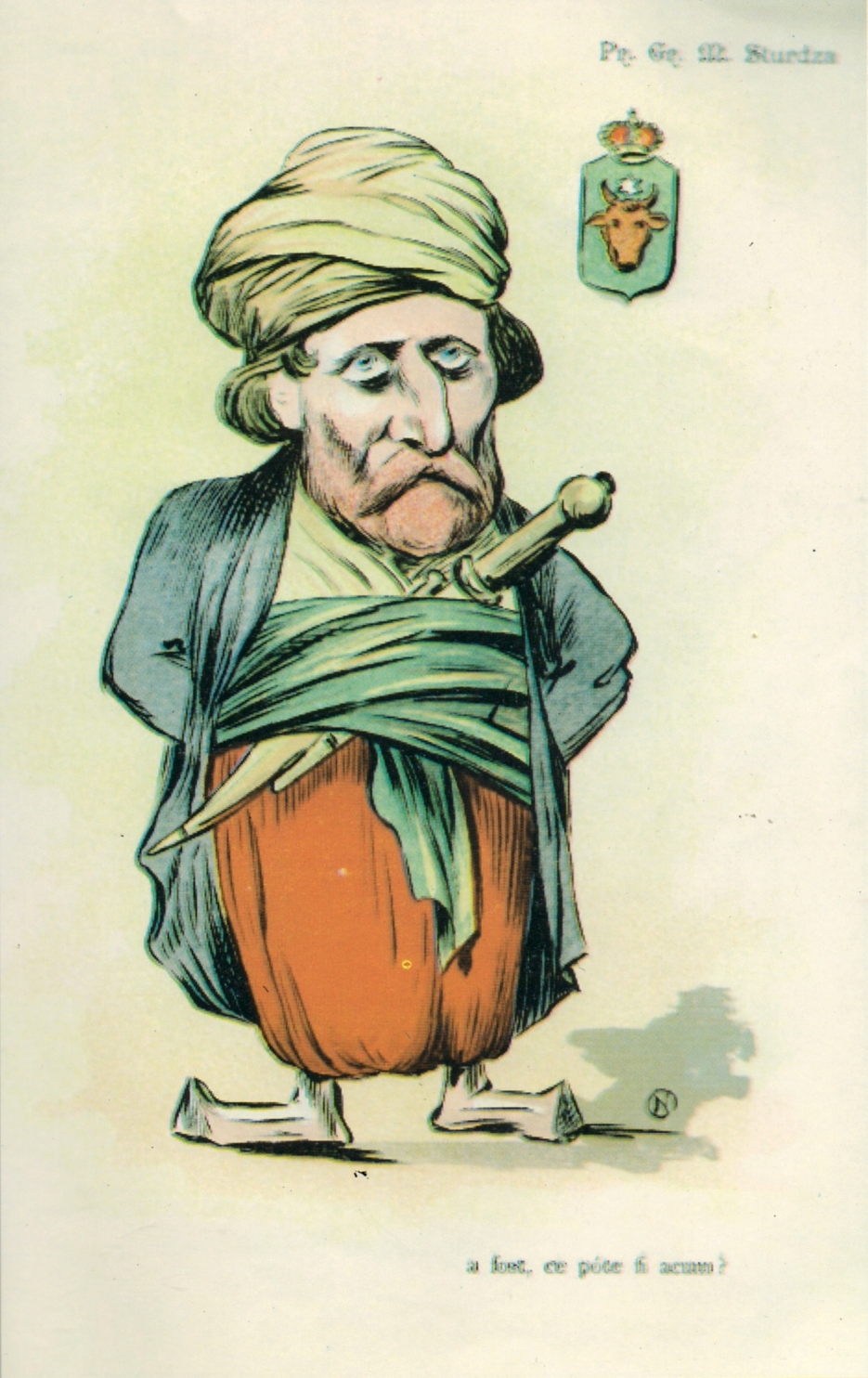
Grigore M. Sturdza - caricatură de Nicolae S. Petrescu-Găină